# Erna Bogen
Pour les articles homonymes, voir Bogen.
Dans le nom hongrois Bogen Erna, le nom de famille précède le prénom, mais cet article utilise l’ordre habituel en français Erna Bogen, où le prénom précède le nom.
Erna Bogen, né le 31 décembre 1906 à Jarosław (Pologne) et morte le 23 novembre 2002 à Budapest, est une escrimeuse hongroise pratiquant le fleuret. Erna Bogen est aussi connue sous le nom de Erna Bogáti aussi orthographié Bogáthy et par son mariage Erna Gerevichné Bogáthy. Elle la fille d'Albert Bogen, maître d'armes et médaillé d'argent olympique en 1912 sous les couleurs de l'Autriche. Elle est l'épouse d'Aladár Gerevich multiple champion olympique d'escrime et la mère de Pál Gerevich médaillé olympique et champion du monde de sabre.

## Palmarès
- Jeux olympiques
  -  Médaille de bronze en individuel aux Jeux olympiques d'été de 1932 à Los Angeles

- Championnats du monde
  -  Médaille d'or par équipes aux championnats du monde 1937 à Paris
  -  Médaille d'argent par équipes au championnat international 1936 à Sanremo
  -  Médaille d'argent en individuel au championnat international 1933 à Budapest
  -  Médaille d'argent en individuel au championnat international 1931 à Vienne
  -  Médaille d'or par équipes au championnat international 1935 à Lausanne
  -  Médaille d'or par équipes au championnat international 1934 à Varsovie
  -  Médaille d'or par équipes au championnat international 1933 à Budapest

- Championnats de Hongrie
  -  16 fois championne de Hongrie
  - Sur le podium des championnats hongrois entre 1932 et 1952